# Галванометър
Галванометърът е уред за откриване, сравняване или измерване на малки електрични токове. Принципът му на действие е основан на магнитния ефект на електричния ток. Когато е необходимо да се измери големината на тока галванометъра, трябва да се градуира в ампери.

## Балистичен галванометър
Балистичният галванометър е уред за измерване на електричен заряд чрез определяне моментната стойност на тока. Всеки галванометър може да се използва като балистичен при условие, че периодът му на трептене е голям в сравнение с интервала от време, през което протича токът. Балистичният галванометър най-често е магнитоелектричен уред с тежка подвижна бобина и слабо затихване на свободните трептения. Началното /най-голямото/ отклонение е пропорционално на преминалия заряд.

## Астатичен галванометър
Астатичният галванометър е магнитоелектричен галванометър с подвижен магнит. Астатична двойка магнити са разположени успоредно и срещуположно в центровете на две обратно навити бобини. Тази конструкция е окачена на фина торзионна нишка. Земното магнитно поле не упражнява въртящ момент върху подвижната система, тъй като резултатният магнитен момент е равен на нула. Съпротивителният момент се осигурява от торзионната нишка, като може да се намали до много малка стойност с използване на кварцова нишка. Следователно астатичният галванометър е с много висока чувствителност.